# Valverde (Monforte de Lemos)
Valverde (llamada oficialmente San Pedro de Valverde) es una parroquia y una aldea española del municipio de Monforte de Lemos, en la provincia de Lugo, Galicia.

## Límites
Limita con las parroquias de Villalpape y Ribas Pequeñas al norte, Parte al este, Ribasaltas al sur y Chao de Fabeiro al oeste.

## Organización territorial
La parroquia está formada por diez entidades de población, constando seis de ellas en el nomenclátor del Instituto Nacional de Estadística español:

### Entidades de población
Entidades de población que forman parte de la parroquia:
- Aguela (A Agüela)(A Aguela)*
- A Cova
- A Covela
- Casas Novas
- Escouredo (O Escouredo)
- O Barreiro
- Valverde

### Despoblados
Despoblados que forman parte de la parroquia:
- A Pena
- Cedrón
- Os Ramos

## Demografía

### Parroquia
| Gráfica de evolución demográfica de Valverde (parroquia) entre 2000 y 2020 |
|                                                                            |
| Datos según el nomenclátor publicado por el INE.                           |

### Aldea
| Gráfica de evolución demográfica de Valverde (aldea) entre 2000 y 2020 |
|                                                                        |
| Datos según el nomenclátor publicado por el INE.                       |